# India Today
India Today è una rivista quindicinale nei dialetti indiani della lingua inglese, pubblicata dal conglomerato mediatico Living Media India Limited.
Nel 2014 India Today ha lanciato un sito internet DailyO, orientato dalle opinioni degli utenti.

## Storia
Fondata nel 1975 da Vidya Vilas Purie (proprietario della Thomson Press con la figlia Madhu Trehan come redattore, ed il figlio Aroon Purie come editore.
Attualmente, India Today è pubblicato anche in lingua hindi, kannada, tamil, malayalam e telugu.
Dal 22 maggio 2015 gestisce anche un proprio canale televisivo di notizie. Ad ottobre del 2017 Aroon Purie cedette il controllo dell'India Today Group alla figlia Kallie Purie.